# Jardí medieval

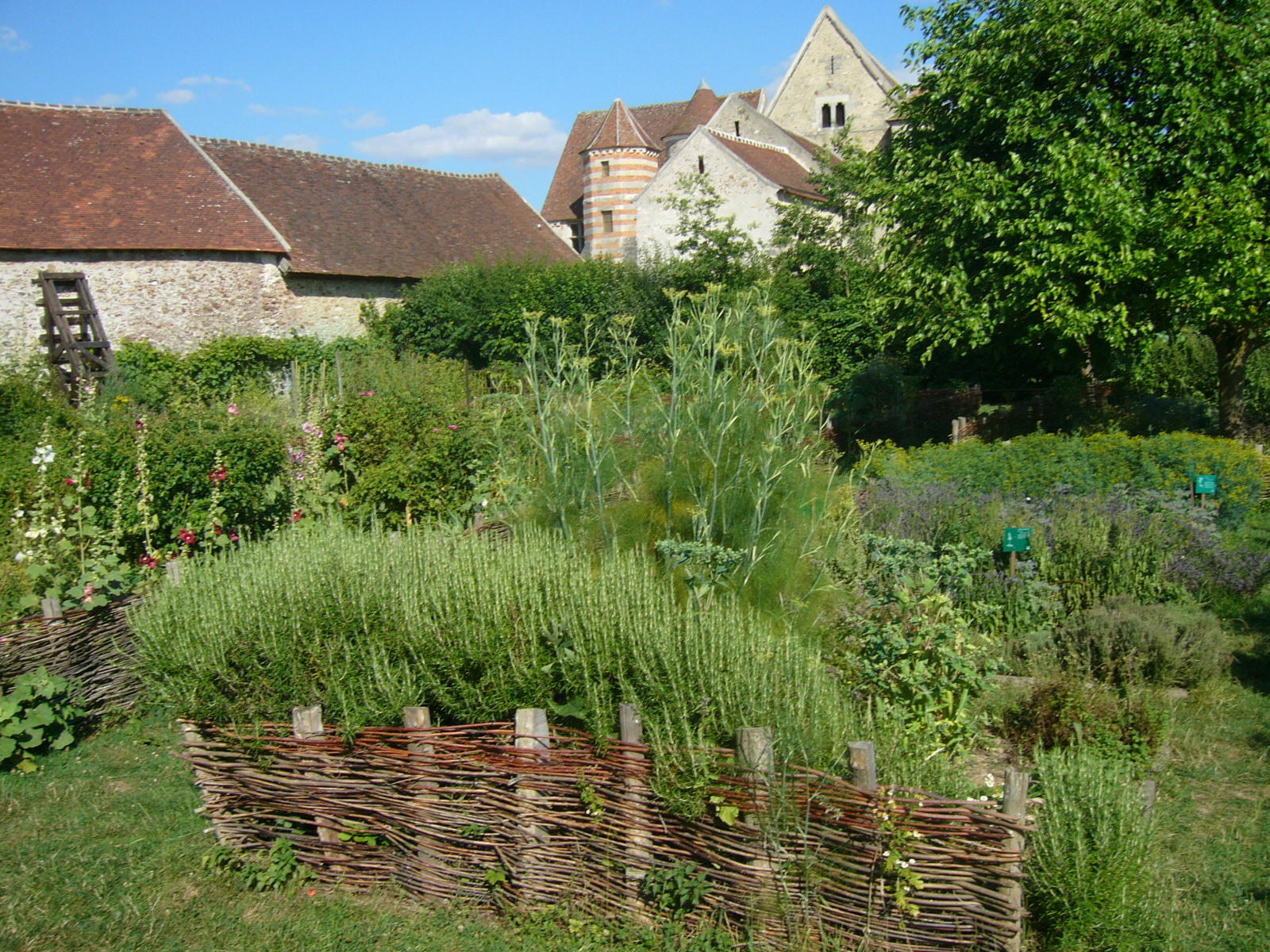
El jardí medieval de la Commanderie de Coulommiers

Un jardí medieval és un jardí d'inspiració medieval creat al segle XX a partir de documents històrics sobre les plantes i jardins de l'edat mitjana.

## Les fonts documentals
Per conèixer les plantes i jardins de l'Edat Mitjana, hi ha dos tipus de fonts:
- Els documents escrits (manuscrits).
- Les il·lustracions: miniatures o il·luminacions de l'Edat Mitjana.

### Els documents
- El Capitulare de villis vel curtis imperii o llista de Carlemany, també anomenat Herbularius comprèn una llista de 90 espècies a plantar obligatòriament als claustres i els jardins de l'imperi. Entre elles, les herbes medicinals i les herbes aromàtiques per preparar remeis, tisanes i ungüents, però també les herbes condimentaries per elevar els plats.
- El plànol de l'abadia de Saint-Gall.
- El Tacuinum Sanitatis o tractat de Salut.
- El Llibre de les senzilles medicines.
- Al segle xiii, el Rustican o el llibre dels profits del camp i rurals de Pierre Crescenzi, ens informa de les plantes i la seva cultura.

### Les miniatures i les il·luminacions
Són extretes de llibres d'oracions, anomenats llibres d'hores. Entre els més destacables, es troben:
- Les molt riques hores del Duc de Berry.
- Les Hores d'Etienne Chevalier, 1416.
- Les Grans Hores d'Anna de Bretanya, primers anys del segle xvi.

## Característiques
- Paisatge: És un jardí tancat situat a la rodalia o en el recinte d'un monument procedent de l'època medieval: castell, abadia, monestir, priorat… Pot comprendre estructures construïdes: banc, pou, font, pèrgola, passeigs...
- Disposició: Les plantes hi són ordenades en espais conreats, limitats per arbredes, angles del terreny, o rams de branques de salze, de vimetera trenada o fins i tot de castanyer.
- Tipus de plantes: Les plantes admeses en un jardí medieval són totes les plantes salvatges o conreades conegudes a Europa entre els segles V i XV, com: absenta, marduix, melissa, menta picant, menta verda, orenga, pimpinella petita, romaní, sàlvia porprada, sàlvia tricolor, farigola, berbena… [cal citació]